# 希普黑德 (加利福尼亞州)
希普斯黑德（英語：Sheepshead）是位於美國加利福尼亞州拉森縣的一個非建制地區。該地的面積和人口皆未知。

## 地理
希普斯黑德的座標為40°51′20″N 120°49′28″W / 40.85556°N 120.82444°W，而該地的平均海拔高度為1768米（即5800英尺）。